# Moderne Theorie der Schacheröffnungen
Moderne Theorie der Schacheröffnungen ist ein großangelegtes Eröffnungswerk aus dem Sportverlag in (Ost-)Berlin. Das in den späten 1960ern und 1970er Jahren erschienene Standardwerk wendet sich an alle Schachspieler. Das neue 24 Bände umfassende Standardwerk Moderne Eröffnungstheorie im gleichen Verlag löste die bisherige Moderne Theorie der Schacheröffnungen ab.
Die Autoren der einzelnen Bände der Reihe Moderne Theorie der Schacheröffnungen sind die sowjetischen Schachmeister  Issaak Boleslawski, Paul Keres und Mark Taimanow. Viele der Bände erschienen später in weiteren, überarbeiteten Auflagen.

## Bände
Die folgende Übersicht erhebt keinen Anspruch auf Aktualität oder Vollständigkeit:
- Damengambit bis Holländisch. Tajmanov, Mark.
- Dreispringerspiel bis Königsgambit. Keres, Paul.
- Klassisches Spanisch bis Französisch. Keres, Paul.
- Königsindisch bis Grünfeld-Verteidigung. Boleslavskij, Isaak E.
- Nimzowitsch-Indisch bis Katalanisch. Tajmanov, Mark.
- Sizilianisch. Boleslavskij, Isaak E.
- Skandinavisch bis Sizilianisch. Boleslavskij, Isaak E.
- Slawisch bis Reti-Eröffnung. Tajmanov, Mark.
- Spanisch bis Französisch. Keres, Paul.
- Vierspringerspiel bis Spanisch. Keres, Paul.